# Pelopidas (genre)
Genre
Le genre Pelopidas regroupe des lépidoptères (papillons) de la famille des Hesperiidae et de la sous-famille des Hesperiinae.

## Dénomination
Pelopidas est le nom donné par Francis Walker en 1870.
Synonyme : Chapra (Hesperiidae) Moore, [1881].
Ils se nomment Millet Skippers en anglais.

## Liste des espèces
- Pelopidas agna (Moore, [1866])
- Pelopidas assamensis (de Nicéville, 1882)
- Pelopidas conjuncta (Herrich-Schäffer, 1869)
- Pelopidas flava (Evans, 1926)
- Pelopidas jansonis (Butler, 1878)
- Pelopidas lyelli (Rothschild, 1915)
- Pelopidas mathias (Fabricius, 1798)
- Pelopidas sinensis (Mabille, 1877)
- Pelopidas subochracea (Moore, 1878)
- Pelopidas thrax (Hübner, [1821]), l'Hespérie du Millet

## Source
- « Pelopidas », sur funet.fi (consulté le 11 septembre 2012)